# Русская православная церковь во Франции и её приходы

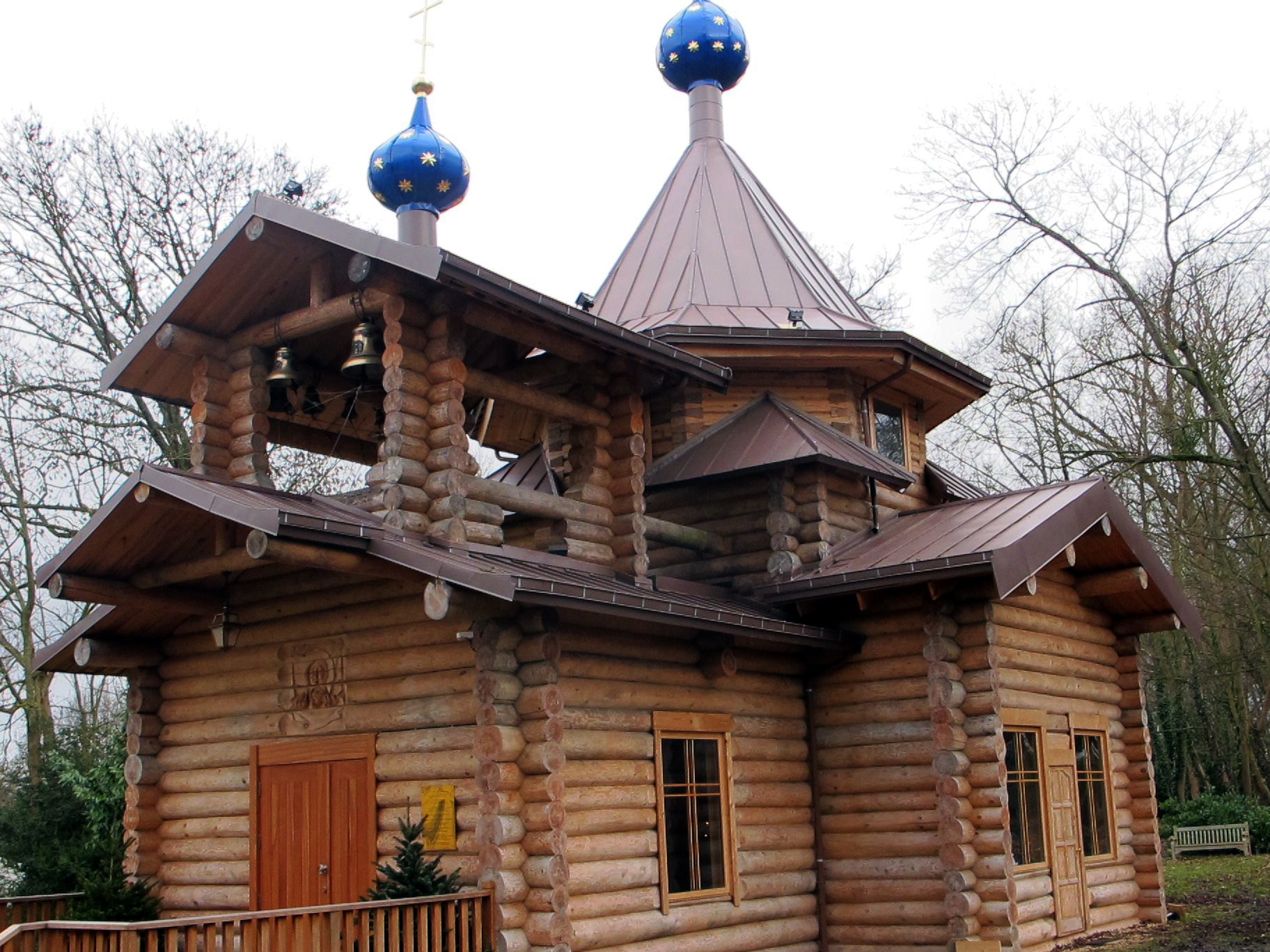
Русская деревянная церковь Эпинэ-су-Сенар

На данный момент на территории Франции существует более 20 приходов и монастырей Православной русской церкви, объединённых Корсунской епархией. Эти приходы начали открываться во Франции с конца XIX века.

## Краткая история
В конце XIX века в местах поселения русских эмигрантов создавались условия для проведения православных обрядов. Одним из первых храмов, построенных на территории Франции, является Церковь Святых Николая и Александры в Ницце. Она была освящена 31 декабря 1859 года (12 января 1860 г.). После революции и гражданской войны в начале 20-х годов XX века русскими эмигрантами были созданы и другие приходы, которые сохранились и до нашего времени.
В 1993 году в России в области Кирова по всем канонам древне-русского храмового зодчества была построена местными крестьянами деревянная церковь. Она была затем привезена по железной дороге во Францию в Мийо в Авероне. Это была первая деревянная православная русская церковь во Франции. В сентябре 2014 в Эпине-су-Сенар под Парижем был освящен другой деревянный храм Церковь Рождества Пресвятой Богородицы. Разные части храма были привезены на грузовиках из Твери.
После долгих переговоров между Парижской мэрией и Российской федерацией, совсем новая русская церковь должна была быть построена в самом центре Парижа недалеко от Эйфелевой башни в современном стиле. Постройка нового Духовного и культурного православного русского Центра будет закончена в 2016-м году.

## Структура
Так как эти приходы создавались в отрыве от российской Церкви, то существуют канонические и неканонические церкви.

### Канонические Церкви
В 1920-м году, в конце Гражданской войны, русские священники с епископами выехали за границу и устроили новую юрисдикцию самостоятельно от московского Патриархата. В 2007-м году в Москве был подписан Акт о каноническом общении между РПЦ и РПЦЗ.
Архиепископия православных русских церквей в Западной Европе. Экзархат вселенского патриархата является одной из юрисдикций Константинопольского Патриархата. В 1931-м году был основан Экзархат, чтобы собирать приходы, которые пожелали выйти из юрисдикции Русской Церкви. Центр находится в Париже. Во Франции Архиепископия состоит из шести духовных географических центров.
- Собор Свято-Александра-Невского (фр : Cathédrale Saint-Alexandre Nevsky) в Париже
- Приход Воскресения Христова (фр : Église de la Résurrection-du-Christ) в Гренобле (Изер)

Eпархия Русской православной церкви (РПЦ) — Ко́рсунская епа́рхия (фр : Eglise orthodoxe russe — Diocèse de Chersonèse), oснована в 1960 году и объединяет приходы во Франции, Швейцарии, Испании, Португалии, которые относятся к Московскому Патриархату.
- Храм в честь Николая Чудотворца (фр : Communauté russe de Saint-Nicolas à Ugine) в г. Южине (Савойя)[6]
- Храм трёх святителей (фр : Eglise cathédrale des Trois-Saints-Docteurs) в Парижe

### Неканонические Церкви
С 2000 года споры с Московским Патриархатом, с одной стороны, затем Акт о каноническом общении, с другой стороны, вызвали противоположные движения как в России, так и в русской диаспоре. Тогда противники создали новые юрисдикции:
Временное Высшее Церковное Управление Русской Православной Церкви Заграницей (фр. Eglise orthodoxe russe Hors Frontières — Synode du métropolite Agathange) Храм Св. Николая Чудотворца в Лионе.

Русская Православная Церковь в изгнании (сокращённо РПЦЗ(В)). (фр. Eglise russe en exil) Она отделилась от РПЦЗ в 2001-м году.

Русская Истинно-Православная Церковь (сокращённо РИПЦ) Лазаревская ветвь.

## Православные приходы в департаментах регионаРона-Альпы
В во французском регионе Рона-Альпы есть восемь департаментов: Эн, Ардеш, Дром, Изер, Луара, Рона, Савойя, Верхняя Савойя.

### В Изере
Русские эмигранты, приезжающие в 20х годах XXго века в Изер, живут и работают в основном в трех индустриальных местах, в Гренобле, большом индустриальном городе, в заводских посёлках Риу-Перу и Рив.
В Гренобле, где русская диаспора более значительна (500 чел. приезжих русских в 1930-м году), собираются верующие сначала в греческой церкви, а также в протестантском храме, прежде чем использовать бывший огородный амбар, расположенный на улице Визиль. В 1928-м году, там основано русское приходское православное объединение, так что у Церкви Воскрения Христова (фр. Eglise de la Résurrection du Christ) есть статус официального прихода. Лишь в 1957-м году Архиепископия, связанная с Константинопольским патриархатом, становится полным владельцем здания.
В 1938-м году иконостас церкви украшен живописецем, скульптором, иконописецем Дмитрием Стеллетским (1875—1947) и приятелем Отца Шумкина, первым священником прихода. Прихожане сами и приносят в дар иконы. Позже, в 1970-м году, в память о своем детстве под Греноблем, живописец, мемуарист и поэт Галина Махрова (1922, Гренобль-2004), урождённая Климова, пишет ряд из шестнадцати фресок. (См. Сайт прихода).

После распада Советского Союза число прихожан увеличивается оттого, что русские учёные, преподаватели и студенты все ещё приезжают сюда.
Приход Воскресения Христова
(Архиепископия Православных Русских Церквей в Западной Европе)
Язык богослужения церковнославянский. Юлианский календарь.
В Рию-Перу, часовня свято́го Ти́хона Задо́нского обосновалась в помещении, которую дало руководство завода. В 1928, отец Дмитрий Соболев уволен и приходские предметы убраны. Тем не менее, позже продолжаются блогослужения, на которых присустствуют многочисленные прихожане. Митрофан Новиков, заводской рабочий, руководил хором. Послевоенные годы внесли раздор среди прихожан. Их число стрмительно меньшается. В 1959-м году церковь окончательно закрыта.
В Риве, церковь Михаила Архангела существовала с 1925 по 1983 год. Все русские эмигранты в Риве и в окрестностях регулярно посещали её. В цокольном этаже замка Оржер (замок Русских) возникает часовня с иконостасом. Священник совершает богослужения по воскресеньям, а в будни работает на фабрике.
В Пон-де-Шерюи, существовал Преображенский храм с 1926 до 1970-х.

#### Известные личности в Изере
Галина Махрова (рож. Климова) (1922—2004), иконописец.

### В Савойе

#### Церковь Святого Николая вЮжине
В 1924 году русские, поселившиеся в Южине, построили православную церковь. Она была освещена в декабре 1926 года. Глиняный пол, вместо иконостасов — натянутые простыни, которые были заменены в конце 20-х годов на иконостас, доставленный из города-порта Бизерта, с корабля царского флота. С 1928 года настоятелем служил иеромонах Авраамий (Терешкевич). Приход относился к Патриархату Константинополя, и был прикреплен к Московскому Патриархату в 1947 году. Последний настоятель церкви, отец Филипп Шпортак, умер в 1980 году и церковь осталась без настоятеля. С этого времени литургии служились в церкви эпизодически, в основном это были — похоронные литургии. В 2001 году церковь находилась под угрозой исчезновения, деревянные перекрытия сгнили, проржавела и протекала крыша. Но она была спасена и восстановлена «Русской общиной Южина». 22 августа — день Святого Николая Южинского.
В баптистскую общину Южина входило около 15 русских, некоторые происходили из семей староверов.

#### Церковь Святой Троицы
Маленькая церковь, построенная в конце 20-х годов и присоединенная к патриархату «православной церкво заграницей». Она находилась в местечке под названием «ледники» (les Glaciers) по дороге в Альбервиль. Но с уходом её настоятеля, отца Георгия Самкова в 1945
году, в ней прекратились службы. Окончательно церковь была упразднена 90-х годах.

### В Верхней Савойе
В Анси
Приход всех святых (фр. La Communauté de tous les Saints)
В 30-х годах православные русские собирались каждое воскресенье в маленькой католической церкви, расположенной вдоль канала Ле Тю. Затем муниципалитет Анси передал русскому православному приходу помещение бывшей тюрьмы, превратившейся в музей. После Второй мировой войны число прихожан сильно уменьшилось оттого, что большинство из них вернулось в Советский Союз. До 1970 года блогослужения совершались только раз в месяц. В 1979 году Маша Старович, назначена профессором в гимназии Анси, она дала новую жизнь приходу. А в 1981-м году, когда священник Василий Артурович скончался, приход закрылся по просьбе мэрии. Сохранили только иконостас в музейном хранилище.

### В Роне
В Лионе

Храм Св. Николая Чудотворца (фр. Eglise Orthodoxe Russe Saint-Nicolas)
. Храм относится к приходам западно-европейской епархии русской православной церкви заграницей.
Храм Св. Николая Чудотворца (фр. Eglise Orthodoxe Russe Saint-Nicolas).
В 2010 году храм перешёл в неканоническую юрисдикцию православной русской Церкви Заграницей РПЦЗ Агафангела (Пашковского).